# Mesa (parlamento)
La Mesa es una institución jurídica que forma parte de los parlamentos.
Se trata de un órgano colegiado y está compuesta por un Presidente, uno o más Vicepresidentes y los Secretarios. 
Sus funciones son, en esencia, la calificación de documentos y decidir su admisión a trámite o no.
Existen Mesas en las cámaras parlamentarias, como en el Congreso de los Diputados y el Senado. También hay en los Parlamentos autonómicos y en el Parlamento Europeo.
- Datos: Q6011239